# Subeucalanus crassus
Subeucalanus crassus är en kräftdjursart som först beskrevs av Giesbrecht 1888.  Subeucalanus crassus ingår i släktet Subeucalanus och familjen Eucalanidae. Inga underarter finns listade i Catalogue of Life.